# Peros Banhos
Peros Banhos, Pedro dos Banhos ili Baixos de Pêro dos Banhos na starim kartama, je nekada naseljeni atol u otočju Chagos Britanskog teritorija Indijskog oceana, na koje također polaže pravo Mauricijus.

## Geografija
Atol ima ukupnu površinu od 503 km2, ali kopnenu površina od samo 9.6 km2, koju čini oko 32 otočića. Najveći dio preostale površine zauzima laguna, koja je povezana s otvorenim morem, i grebenska ravnica.
Peros Banhos je koraljni atol srednje veličine okružen pravilnim koraljnim grebenom, sličnim onima na susjednim Maldivima. Promjer lagune, poznate kao Baie de Peros Banhos na francuskom, nešto je iznad 20 km. Kružni greben je udubljen na svom jugoistočnom rubu. Svi otoci su ravni i pješčani, a najveći su prekriveni stablima kokosove palme.
Najveći i najvažniji otok u skupini je Île du Coin. Tu je bilo naselje Perch Settlement odakle su upravljane plantaže kokosa na atolu. Ovaj je otok bio glavna luka atola i imao je pristanište za utovar i istovar robe.
Île du Coin bio je jedini otok koji je bio stalno nastanjen u Peros Banhosu. Drugi važni otoci u atolu na kojima su bile građevine i koji su također bili povremeno naseljeni bili su Grande Soeur, Île Diamant, Île Manoël i Île Pierre. Svi ovi otoci bili su dio nekadašnje plantaže kokosa koju je vodio Île du Coin.
Île Yeye, na sjeveroistočnom uglu atola, je otok Chagos koji je najbliži Maldivima. Udaljenost između Île Yeye i otoka Gan (Atol Addu) je 523 km.
Došlo je do nekih promjena u geografiji ovog atola otkad su prve karte objavljene sredinom 19. stoljeća. Île St. Brandon, koji je bio prekriven stablima kokosa kada je napravljeno prvo istraživanje ovog atola, sada je samo pješčani sprud. S druge strane, na zapadnom rubu Peros Banhosa, otok sjeverno od Île Vertea bio je samo mali pješčani sprud u vrijeme istraživanja zapovjednika Roberta Moresbyja 1837., ali sada je to otok srednje veličine prekriven vegetacijom.

## Povijest
Peros Banhos je 1513. godine otkrio portugalski moreplovac Afonso de Albuquerque. Ime ovog atola potječe od "Pêro dos Banhos", imena još jednog portugalskog moreplovca  koji je tamo umro nakon što se njegov brod nasukao na ovom atolu.
Najraniji i najzanimljiviji opis Peros Banhosa napisao je Manoel Rangel u «A Tragédia dos Baixos de Pero dos Banhos» . Bio je brodolomnik s portugalskog broda Conceição pod vodstvom kapetana Francisca Nobrea koji se nasukao i razbio na grebenima Peros Banhos 1556.
165 preživjelih ostavljeno je na ravnom pješčanom otoku Peros Banhos prije nego što su tamo bila stabla kokosa; među njima su bile dvije žene i pet katoličkih svećenika. Rangel spominje da je bilo korova i trave te da je na tom otoku živjelo desetak tisuća ptica. Dok je bilo ptica, brodolomnici su preživjeli, ali su počeli umirati u velikom broju nakon što su pojeli većinu ptičje populacije.
Prema Manoelu Rangelu, pitka se voda mogla pronaći kopanjem plitkih bunara u pijesku. Također su mnoge kornjače došle polagati jaja na plažu tog otoka.
Od 1756. Île du Coin je bio dom za oko 500 ljudi. Većina stanovnika, Iloisa, bili su radnici na plantažama kokosa iu industriji proizvodnje ulja. Iloi su bili kršćani i postojale su crkve i osnovne škole u Peros Banhosu prije nego što je lokalno stanovništvo preseljeno. Njihov je jezik bila kreolska verzija francuskog, poznata kao Chagoski kreolski. Na sjeverozapadnom dijelu atola nalazi se mali grmoviti otok koji se zove Île Diable. Ime ovog otočića sugerira da su postojala neka lokalna folklorna vjerovanja.
Otok Moresby, na sjevernom kraju atola Peros Banhos, dobio je ime po Robertu Moresbyju, britanskom hidrografu koji je napravio prvi točan pregled arhipelaga Chagos 1837. godine. Nakon Moresbyjeva istraživanja, hidrografska služba indijske mornarice objavila je prvu detaljnu kartu atola Peros Banhos.
Britanska vlada je 1970. protjerala cjelokupno stanovništvo atola Peros Banhos i poslala ga živjeti na Mauricijus. Nedavno su otoci ispitivani kao moguća lokacija za preseljenje, iako je pristup trenutno zabranjen.
U veljači 2022., prognani otočani prvi put su nenadzirani posjetili otok, nakon presuda međunarodnog suda i većine glasova u Općoj skupštini UN-a. Premijer Mauricijusa, Pravind Jugnauth, rekao je da cilj posjeta nije  posramiti Ujedinjeno Kraljevstvo, već "samo vršenje našeg suvereniteta nad dijelom našeg teritorija i to je u skladu s međunarodnim pravom".

## Prirodni rezervat
Dio atola istočno od crte povučene između najistočnije točke kopna na otoku Moresby (sjever) i najistočnije točke kopna na otoku Fouquet (jug) spada u strogi prirodni rezervat atola Peros Banhos. Ulaz u ovaj i u ostale Stroge rezervate prirode, a unutar 200 metara tamošnjih otoka zabranjeno je, a aktivnosti su jasno zabranjene od strane Britanskog teritorija Indijskog oceana.
Nautičarima se savjetuje da se čak ni ne sidre unutar granica strogog prirodnog rezervata atola Peros Banhos.

## Popis otoka
Sa nekih 32 otočića, atol Peros Banhos obuhvaća oko polovicu svih otoka u arhipelagu Chagos. Pojedinačni otoci i otočići navedeni su u smjeru kazaljke na satu, počevši od juga:
| Zemljovid Peros Banhosa | Jugozapadni rub (između južnog kanala i Passe de l'Île Poule)                                                  | Sjeverozapadni rub (između Passe de l'Île Poule i kanala Moresby)                                                                                            | Istočni dio (istočno od južnog kanala i kanala Moresby) |
| ----------------------- | --- | --- | --- |
|                         | - Île Fouquet - Mapou de l'Île du Coin - Île du Coin - Île Anglaise - Île Monpâtre - Île Gabrielle - Île Poule | - Petite Soeur - Grande Soeur - Île Finon - Île Verte - Île Libbon - Île Manon - Île Pierre - Île Diable - Petite Île Mapou - Grande Île Mapou - Île Diamant | - Île de la Passe - Moresby - Île Saint-Brandon - Île Parasol - Île Longue - Grande Île Bois Mangue - Petite Île Bois Mangue - Île Manoël - Île Animaux - Île Yeye (0,60 km2 ) - Petite Île Coquillage - Grande Île Coquillage - Coin du Mire - Île Vache Marine |

## Poznati bivši stanovnici
- Louis Olivier Bancoult
- Jessy Marcelin
- Clément Siatous

## Vanjske poveznice
|  | Zajednički poslužitelj ima još gradiva o temi Peros Banhos |

- Pictures of Peros Banhos